# 藤谷陽悦
藤谷 陽悦（ふじや ようえつ、1953年1月12日 - 2012年7月23日）は日本の建築学者、建築史家。元日本大学生産工学部教授、工学博士。専門は日本近代住宅史。

## 略歴
1953年、秋田県生まれ。1975年、神奈川大学工学部建築学科卒業。1978年、日本大学大学院博士前期課程修了。日本大学生産工学部教授。
2012年7月23日、結腸癌のため死去。

## 著作

### 単著
- 『都市史図集』（彰国社,1999年）
- 『建築史の廻り舞台』（彰国社,1999年）
- 『建築のすべてが分かる本』（成美堂,2007年）

### 共著
- 『近代日本の郊外住宅』（鹿島出版会,2000年）